# Леутарій
«Леутарій» — ансамбль народної музики Молдавської державної філармонії, створений у 1970 році на базі народного ансамблю «Мугурел», який був організований в 1961 році. Назва походить від імені традиційних молдавських співаків лаутарів.
Художній керівник ансамблю — Ніколай Ботгрос. Сформований з музикантів, що грають на наї, флуєрі, цимбалах, скрипці, віолончелі, контрабасі, барабані та інших народних музичних інструментах, а також співаків народної музики, серед яких виділяються виконавці Микола Сулак, Зінаїда Жуля, Ніколає Чиботару, Лідія Беженару. В репертуарі ансамблю присутні молдавські народні музичні мелодії та пісні, пісні молдавських композиторів. Ансамбль «Леутарій» виступав у багатьох містах СРСР і за кордоном — у Румунії, Франції, Болгарії, США, Німеччини, Іспанії та інших країнах. Ансамбль отримав безліч медалей і дипломів.

## Нагороди та премії
- Премія Ленінського комсомолу (1983) — за високу виконавську майстерність та пропаганду народного мистецтва серед молоді.